# 塔里特冰原島峰
82°25′S 158°0′E / 82.417°S 158.000°E
塔里特冰原島峰（英語：Turret Nunatak）是南極洲的冰原島峰，位於奧次地，海拔高度1,960（6,430英尺），處於科巴姆山脈以西，由新西蘭探險隊命名，現時由南極條約體系管理。